# 脱ゲイ運動
脱ゲイ運動（英: ex-gay movement）は、同性に対する恋愛的な関係性や性的な関係性を控えるよう促し、異性愛関係への参加を推奨する人々や団体から構成される運動である。主に保守的な思想や宗教観において同性愛が罪だとされることにより、自身や周りの性的指向を異性愛に変更しようとする。
脱ゲイ運動には、以前はゲイ、レズビアン、またはバイセクシュアルだったが、今は異性愛者を自認する人々が関与している。これらの人々は同性愛に対する興味を完全に無くなったか、または禁欲により同性愛を断念していると主張している。
この動きに関連し、様々なスキャンダルを通して問題点が指摘されている。脱ゲイ運動に積極的に関わった著名な自称元ゲイが再び同性愛コミュニティに参加していたスキャンダルや、親の意向により未成年者が自身の意志に反して脱ゲイ・キャンプに強制的に参加させられる事例、および脱ゲイ運動関連団体が多くの国で現在違法とされている転向療法が非科学的で効果がないことを認めた件などがある。
長年の研究を基にした世界的な科学的コンセンサスは、同性愛を含む多様な性的指向は、正常かつ健全な精神状態であり、および社会的活動をする上での問題とはなり得ないとしている。そのため、主要な精神保健専門家団体は、性的指向を異性愛者に変えようとする転向療法や脱ゲイ・キャンプに参加することに対して注意を喚起し、性的指向を人為的に変更しようという行為が有害になる可能性があることを警告している。